# Primeira pessoa (jogos eletrônicos)

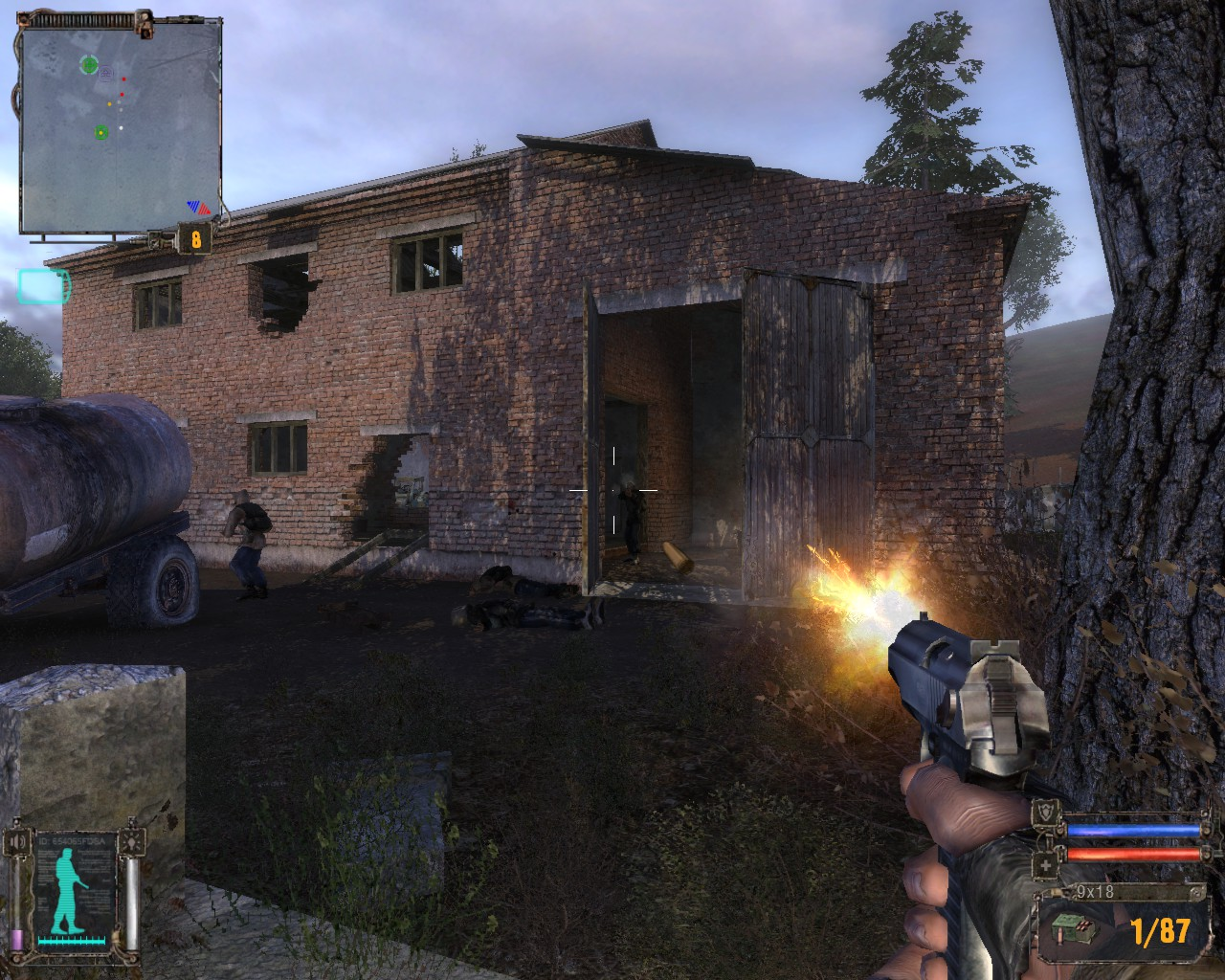
Uma screenshot de um jogo em primeira pessoa "Stalker: Shadow of Chernobyl".

Nos videogames, primeira pessoa se refere à perspectiva gráfica que segue do ponto de vista do personagem controlado pelo jogador. Em vários casos, esse pode ser o ponto de vista do cockpit de um veículo. Vários gêneros diferentes usaram da perspectiva em primeira pessoa, desde jogos de aventura até simuladores de voo. Talvez o gênero mais notável a fazer uso dessa perspectiva seja os shooters em primeira pessoa, onde a perspectiva gráfica causa um grande impacto na jogabilidade.

## Mecânicas do jogo
Títulos com perspectiva em primeira pessoa são normalmente baseados em avatares, nos quais a tela exibe o que o avatar do jogador veria com seus próprios olhos. Dessa forma, o jogador tipicamente não pode ver o corpo do avatar, embora possa ver suas armas ou mãos. Esse ponto de vista é usado também para exibir a perspectiva de um motorista em um veículo. Jogos com perspectiva em primeira pessoa não requerem animações sofisticadas para o avatar do jogador, nem precisam incluir um esquema de controle de câmera manual ou automático.
Um avatar em primeira pessoa permite que o jogador faça pontaria em objetos com mais facilidade, pois não há a representação do avatar no meio da tela. Porém, a falta do avatar pode dificultar o domínio do ritmo e das distâncias necessárias para saltar entre plataformas. Alguns jogadores sentem enjoo com o movimento nessa perspectiva.
Na maioria das vezes, os jogos nessa perspectiva usam áudio posicional, no qual o volume dos sons do ambiente varia dependendo da posição do avatar. Os jogadores passaram a esperar que os jogos em primeira pessoa dimensionem os objetos aos seus tamanhos apropriados com precisão. Todavia, objetos cruciais como armas ou chaves podem ter o tamanho exagerado para melhorar a visibilidade.

## História

### Primeiros exemplos
Enquanto vários jogos apresentavam uma perspectiva lateral ou de cima para baixo, outros jogos tentaram modelar o ambiente do jogo a partir da perspectiva do jogador.
Não é claro exatamente qual foi o primeiro shooter a usar a perspectiva em primeira pessoa, e consequentemente o responsável por criar essa perspectiva. Há dois títulos hipotéticos: Spasim e Maze War. A incerteza sobre qual foi o primeiro surge por causa da falta de datas precisas para o desenvolvimento de Maze War – até mesmo o desenvolvedor responsável não lembra com exatidão. Em contraste, o desenvolvimento de Spasim é muito mais documentado e as datas são muito mais precisas.
O desenvolvimento inicial de Maze War provavelmente ocorreu em 1973. Nele, um jogador único, utilizando uma perspectiva fixa, atravessava um labirinto cheio de corredores. As habilidades multiplayer, com vários jogadores tentando atirar uns nos outros, foi provavelmente adicionada no final de 1973 (com duas máquinas ligadas através de uma conexão serial) e em 1974 (com rede totalmente integrada).
Spasim foi originalmente desenvolvido em 1974. Os jogadores se locomoviam por um universo 3D em wireframe, com jogabilidade similar ao 2D Empire. Em termos gráficos, Spasim não tinha nem mesmo a remoção das linhas ocultas, mas apresentava jogabilidade multiplayer on-line através da rede mundial PLATO. Outro shooter em primeira pessoa foi o jogo de tanques de guerra Panther, introduzido em 1975, e geralmente reconhecido como o precursor de Battlezone. Spasim teve sua introdução documentada pela Universidade de Illinois em 1974. O jogo era um simulador de voo rudimentar, que apresentava perspectiva em primeira pessoa.
Mais tarde naquela década, a chegada de uma nova geração de computadores domésticos como o Atari ST e o Amiga aumentaram o poder dos computadores e a capacidade gráfica disponível, levando a uma nova onda de inovações. Em 1987, foi lançado MIDI Maze, um jogo que marcou uma importante transição no gênero. Ao contrário de seus antepassados poligonais, MIDI Maze usava uma engine de raycasting para desenhar os corredores quadrados rapidamente. Ele oferecia também um modo de deathmatch multiplayer por rede (comunicando-se através da interface MIDI do computador).
No começo de 1991, a Data East lançou para o TurboGrafx-16 o jogo Silent Debuggers. Esse jogo apresentava a habilidade mínima de poder olhar para cima e para baixo. No final de 1991, a emergente Id Software lançou Catacomb 3D, que introduziu o conceito de mostrar a mão do avatar do jogador, aumentando a ilusão de que o jogador estava vendo o mundo pelos olhos do personagem. Em 1992, Ultima Underworld foi um dos primeiros a apresentar ambientes com textura mapeada, objetos poligonais, e iluminação básica. Mais tarde, a engine do jogo foi aperfeiçoada para uso no jogo System Shock. Em fins de 1992, a Id aperfeiçoou a tecnologia utilizada em Catacomb 3D com a adição de gráficos em VGA para Wolfenstein 3D. Com essas melhorias baseadas em seus antecessores, Wolfenstein 3D foi um grande sucesso "relativo" . Ele passou a ser muito imitado nos anos seguintes, marcando, assim, o começo de várias convenções para o gênero, incluindo a coleção de diferentes armas que podem ser trocadas usando as teclas numéricas, e também a conservação de munição.

### Jogabilidade 3D
O jogo de 1995 Descent utilizava uma engine de gráficos poligonais em 3D para desenhar os oponentes (os jogos anteriores utilizavam sprites). Ele também escapou das restrições das "paredes verticais" dos jogos antigos desse gênero, dando ao jogador seis graus de liberdade de movimento (para cima/para baixo, à esquerda/à direita, para frente/para trás, pitch, roll, e yaw). Assim, Descent foi o primeiro jogo em primeira pessoa da era moderna a utilizar uma engine totalmente em 3D.